# Le Mesnil-Eury
Le Mesnil-Eury ist eine französische Gemeinde mit 180 Einwohnern (Stand 1. Januar 2022) im Département Manche in der Region Normandie. Sie gehört zum Arrondissement Saint-Lô und zum Kanton Saint-Lô-1. Le Mesnil-Eury nordwestlich von Saint-Lô am Rande der Halbinsel Cotentin. Sie grenzt im Norden an Remilly Les Marais, im Osten an Thèreval, im Süden an Montreuil-sur-Lozon und im Westen an Marigny-Le-Lozon.

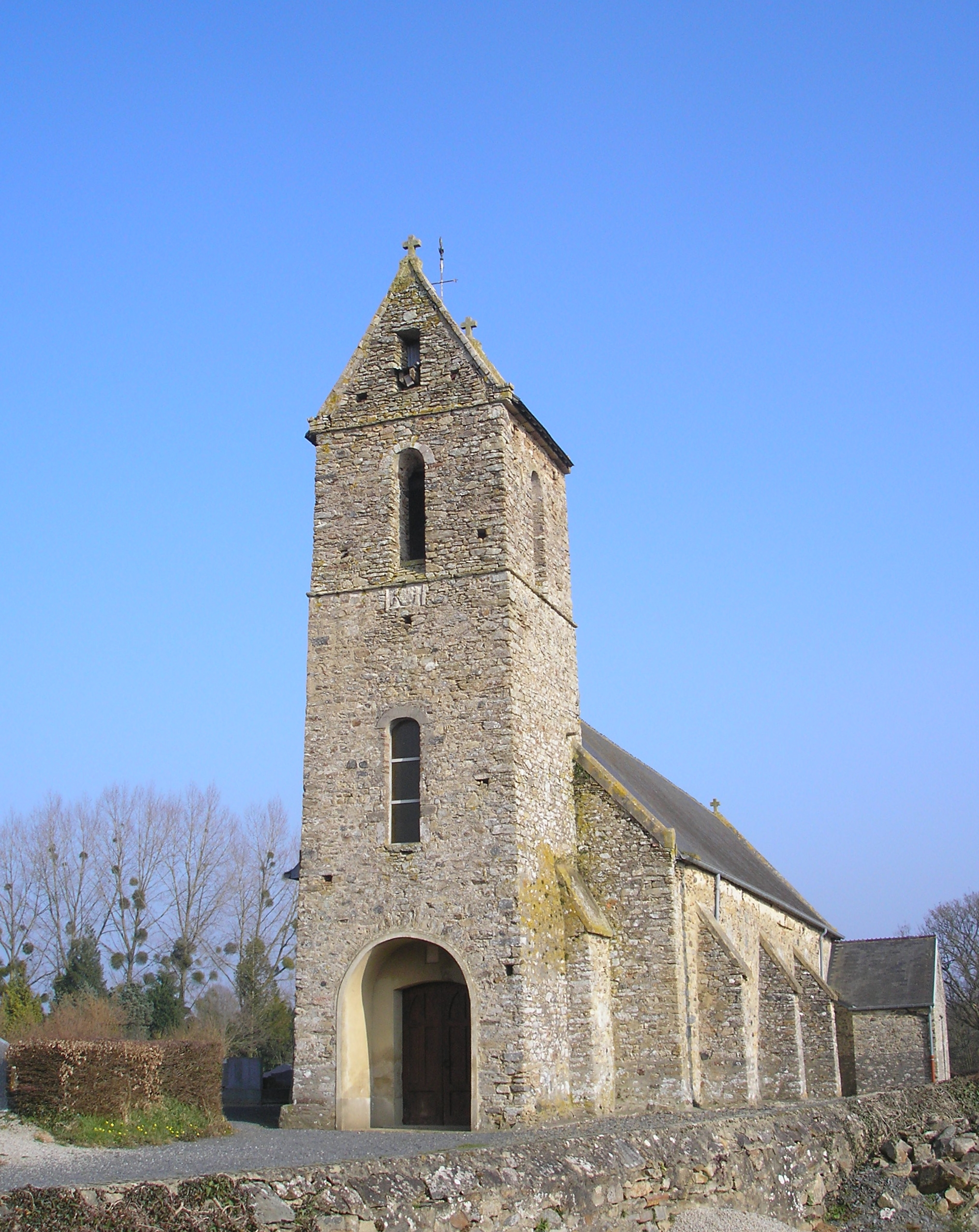
Kirche Saint-Pierre

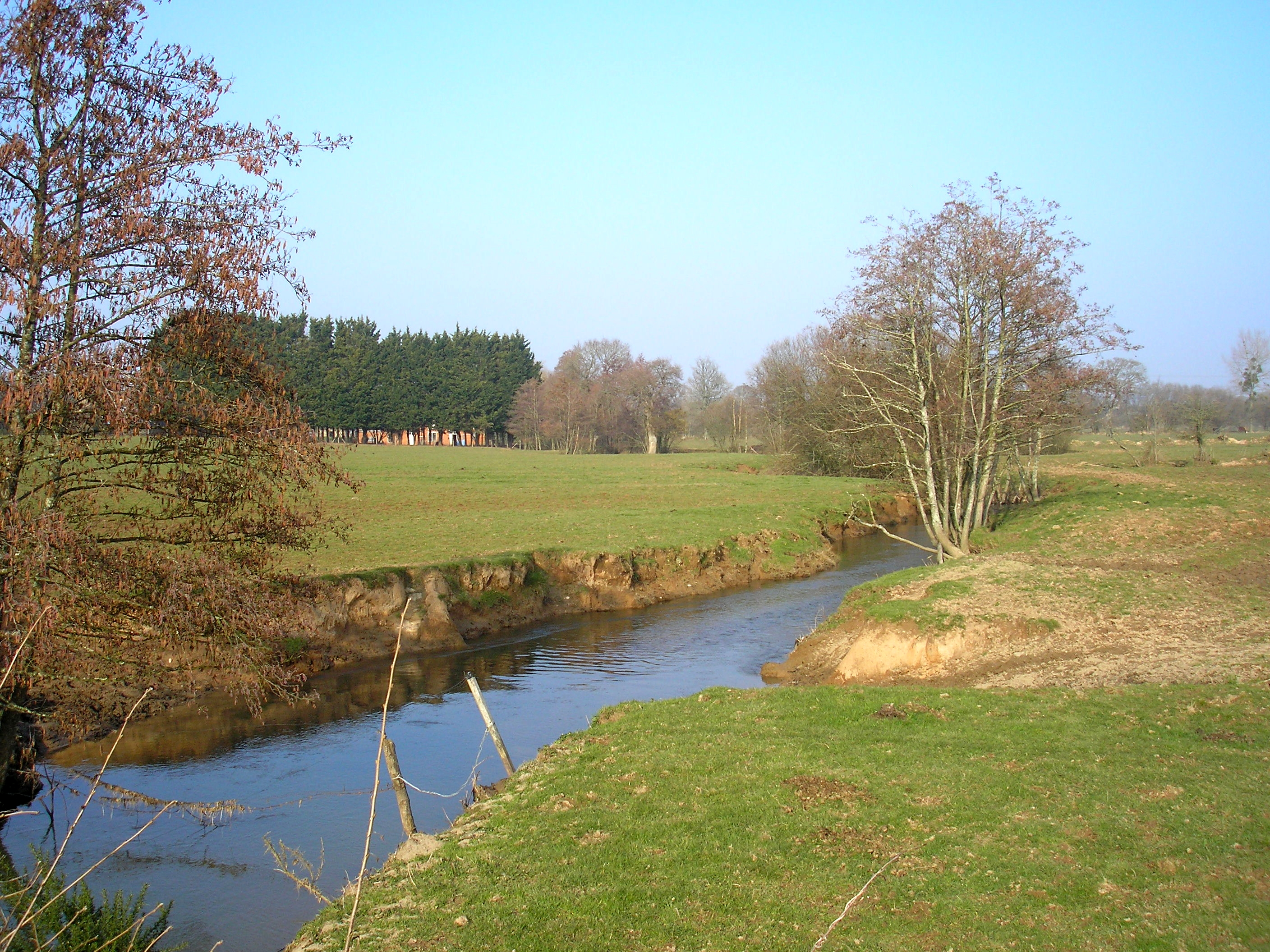
Der Lozon bei Le Mesnil-Eury

## Bevölkerungsentwicklung
| Jahr      | 1962 | 1968 | 1975 | 1982 | 1990 | 1999 | 2008 | 2018 |
| --------- | ---- | ---- | ---- | ---- | ---- | ---- | ---- | ---- |
| Einwohner | 194  | 179  | 173  | 182  | 167  | 150  | 181  | 173  |